# La Louvière
La Louvière é uma cidade e um município da Bélgica localizado no distrito de Soignies, província de Hainaut, região da Valônia.